# Chris Nyst
Pour les articles homonymes, voir Nyst.
Chris Nyst, né en novembre 1953 à Blackall dans le Queensland, en Australie, est un écrivain et un scénariste australien, auteur de roman policier.

## Biographie
Christopher Nyst fait des études de droit à l'université du Queensland. En 1977, il est admis comme avocat à la Supreme Court of Queensland (en). En 2001, il démissionne en tant qu'associé principal du groupe juridique international Minter Ellison pour devenir le principal fondateur de la firme de contentieux Nyst Lawyers. Il est professeur agrégé de droit à l'université Griffith et a est président de la Gold Coast Law Association. Il est également conférencier invité en droit pénal, plaidoyer et droit du divertissement à l'université de technologie du Queensland et de l'université Bond. Il est membre de la Commission internationale de juristes et conseiller spécial de l'ONU sur les violations des droits de l'homme au Timor oriental.
En 1999, il publie son premier roman, Cop This!. Avec son troisième roman, Crook as Rookwood, il est lauréat du prix Ned Kelly 2006 du meilleur roman.
En 2003, il écrit le scénario du film australien Gettin' Square (en) réalisé par Jonathan Teplitzky (en) et interprété par Sam Worthington et David Wenham. Pour ce scénario, il remporte le prix Lexus 2003 du meilleur scénario.

## Œuvre

### Romans
- Cop This! (1999)
- Gone (2000)
- Crook as Rookwood (2005)

### Filmographie

#### Scénariste
- 2003 Gettin' Square (en) réalisé par Jonathan Teplitzky (en) et interprété par Sam Worthington et David Wenham

#### Scénariste et réalisateur
- 2008 Crooked Business (en) interprété par Teo Gebert (en), Anthony Wong et Firass Dirani

## Prix et distinctions

### Prix
- Prix Ned Kelly 2006 du meilleur roman pour Crook as Rookwood[2]
- Prix Lexus 2003 du meilleur scénario pour Gettin' Square (en)[3],[4]

### Nomination
- Prix Ned Kelly 2000 du meilleur premier roman pour Cop This![2]